# Остославские
Остославские — русский купеческий, позднее дворянский род.
Происходит из Херсона. Известен по некоторым данным с начала XIX века. Последние двести лет представители рода Остославских ярко проявили себя на поприще коммерции, военного дела, науки и искусства. Несмотря на то, что все они принадлежали к различным профессиям и сферам приложения человеческих талантов, в Северной Таврии они приобрели добрую славу гуманистов и филантропов.
Родоначальником Остославских является Иван Семёнович Остославский (1811—1877), купец второй гильдии, судовладелец, обер-бургомистр Херсона, основатель и первый директор Херсонского городского общественного банка, потомственный почётный гражданин, меценат.
От брака с Ириной (Ариной) Никаноровной Акулининой имел восемь детей: Василий, Иван, Екатерина, Людмила, Лидия, Елена, Людмила, Анна. Его сыновья выслужили себе потомственное дворянство: Василий Иванович Остославский по ордену св. Владимира III степени, а Иван Иванович Остославский по чину полковника действительной службы русской императорской армии.
Самым известным представителем рода Остославских является Иван Васильевич Остославский (сын Василия Ивановича и внук Ивана Семёновича) — доктор технических наук, профессор МГУ и МФТИ, замдиректора по науке ЦАГИ, многократный лауреат Сталинской премии, получивший эту награду за научные исследования и разработки в области гидроаэродинамики.
Среди потомков рода Остославских по женским линиям наибольшую известность приобрели: Борис Васильевич Фролов — главврач Областной Ивано-Франковской стоматполиклиникии, кавалер Ордена Ленина, персональный пенсионер, майор-военврач; Игорь Михайлович Иванов — врач-офтальмолог, гуманист, кандидат медицинских наук, действительный член Российского Дворянского Собрания, вице-предводитель Херсонского губернского дворянского собрания, кавалер четырёх боевых орденов, полученных за участие в Великой Отечественной войне.
Генеалогические связи Остославских роднят их с семейством выдающегося психолога и философа Георгия Ивановича Челпанова, а также известного художника К. Д. Флавицкого — автора картины «Княжна Тараканова».
Род Остославских состоит в родстве с дворянскими фималиями: Савицкие, Дембицкие, де Сукни, фон Эренштрайт, Иващенко, дворянами и почётными гражданами Фроловыми, с купцами Акулиниными, Сулим, Тропиными и др.